# گرمازدگی (فیلم ۲۰۱۴)
«گرمازدگی» (انگلیسی: Sunstroke) فیلمی روسی در سبک درام به کارگردانی نیکیتا میخالکوف است که در سال ۲۰۱۴ منتشر شد.